# Dějiny Hradce Králové

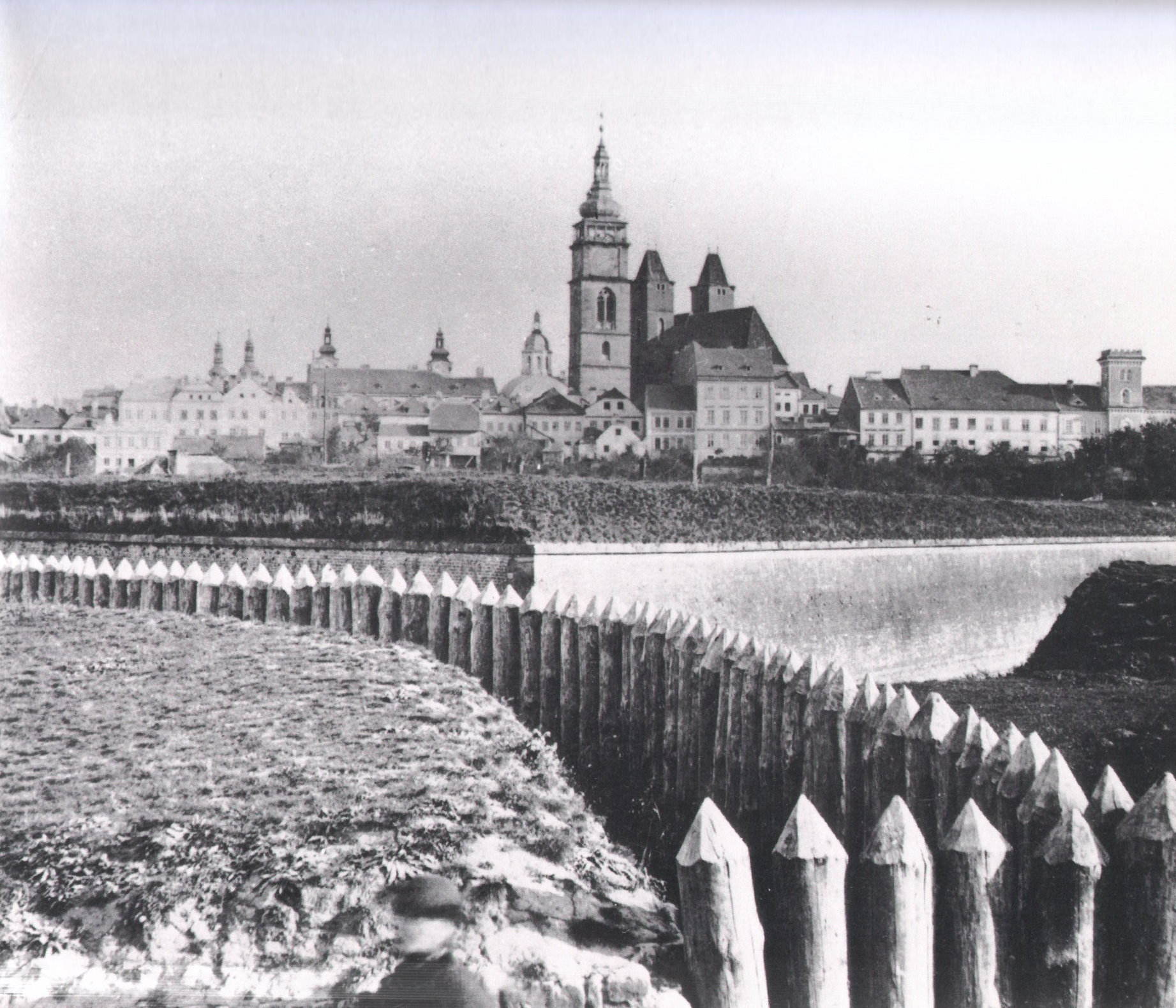
Pevnost Hradec Králové

Tento článek je součástí hlavního článku Hradec Králové, pojednávající o historii věnného města českých královen.

## Pravěk
Krajina na soutoku Labe s Orlicí, jíž dominuje město Hradec Králové, byla obydlena již v době předhistorické. Archeologické naleziště na okraji města v Plotištích nad Labem vykazuje několikanásobné osídlení jak z období pravěku, tak z doby římské. Kumulace pravěkých kultur na jednom místě v blízkosti brodu přes Labe a charakter nálezů dokazují, že po celé dlouhé úseky svého osídlení měla tato významná lokalita ráz obchodního střediska. Opevněné hradiště na soutoku obou řek stálo už v eneolitu a později také v mladší době bronzové a halštatské.

## Raný středověk
Již v 10. století zde vzniklo slovanské hradiště s rušným tržištěm, ovládajícím starou obchodní stezku od Krakova přes Náchod k Praze. Koncem desátého století se Hradec stal jedním z center hradské soustavy, ze kterého bylo spravováno území severovýchodních Čech po obou stranách Labe podle jeho toku od Dvora Králové až k Pardubicím. Ve 12. století zaujímá Hradecko již několik správních okrsků, spojených v celou provincii se čtyřmi hrady, purkrabským soudem a arcijáhenstvím.

## Rok 1225
Osudový význam pro vývoj městského osídlení mělo 13. století, kdy se za Přemysla Otakara I. stal Hradec s tržním předhradím královským městem. K roku 1225 se poprvé v písemné listině (smlouvě) připomíná město (civitas) Hradec, nikoliv však s přívlastkem Králové, který se objevuje až od 14. století. Zakládající listina Hradce jako města se nedochovala, a proto se přesně neví, kdy bylo město založeno. Tato písemná listina z roku 1225 je tedy prvním nezpochybnitelným pramenným dokladem o existenci města. Ještě ve 13. století byl postaven nový gotický královský hrad, kde často přebývali Přemysl Otakar I., Václav I., Přemysl Otakar II. i Václav II. Hradec ustanovil Václav II. za část věna českým královnám, které na hradě žily jako vdovy. Založení města bylo zprvu hospodářským a právním aktem, urbanistický dosah městského založení se dostavil později, teprve na přelomu 13. a 14. století. Na rozvoji města se podíleli němečtí kolonisté a početná vrstva kupců a řemeslníků, kteří osídlili ostroh v celém rozsahu. Tehdy se vytvořila i půdorysná osnova původní městské fortifikace, vedené při úpatí návrší kolem celého jeho obvodu.

## Rok 1362

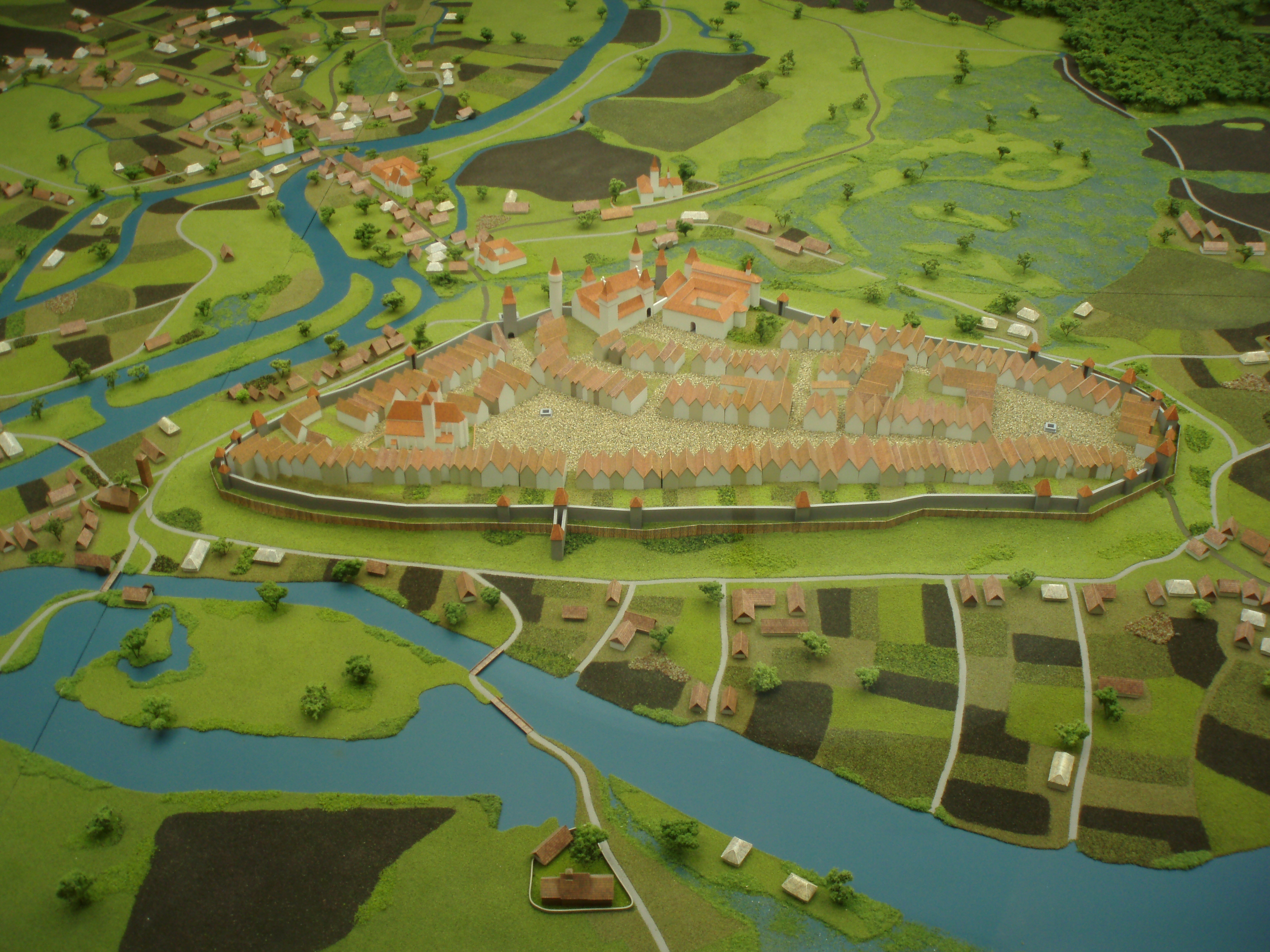
Podoba středověkého města Hradec Králové

Ve 14. století vzrostla prestiž města, jehož hlavou byl královský rychtář, městská rada a obecní starší. Spravovali městskou pečeť s českým lvem, kterou známe již od roku 1362. Hospodářskou základnu města posílily výhody a dary, které městu potvrdili 

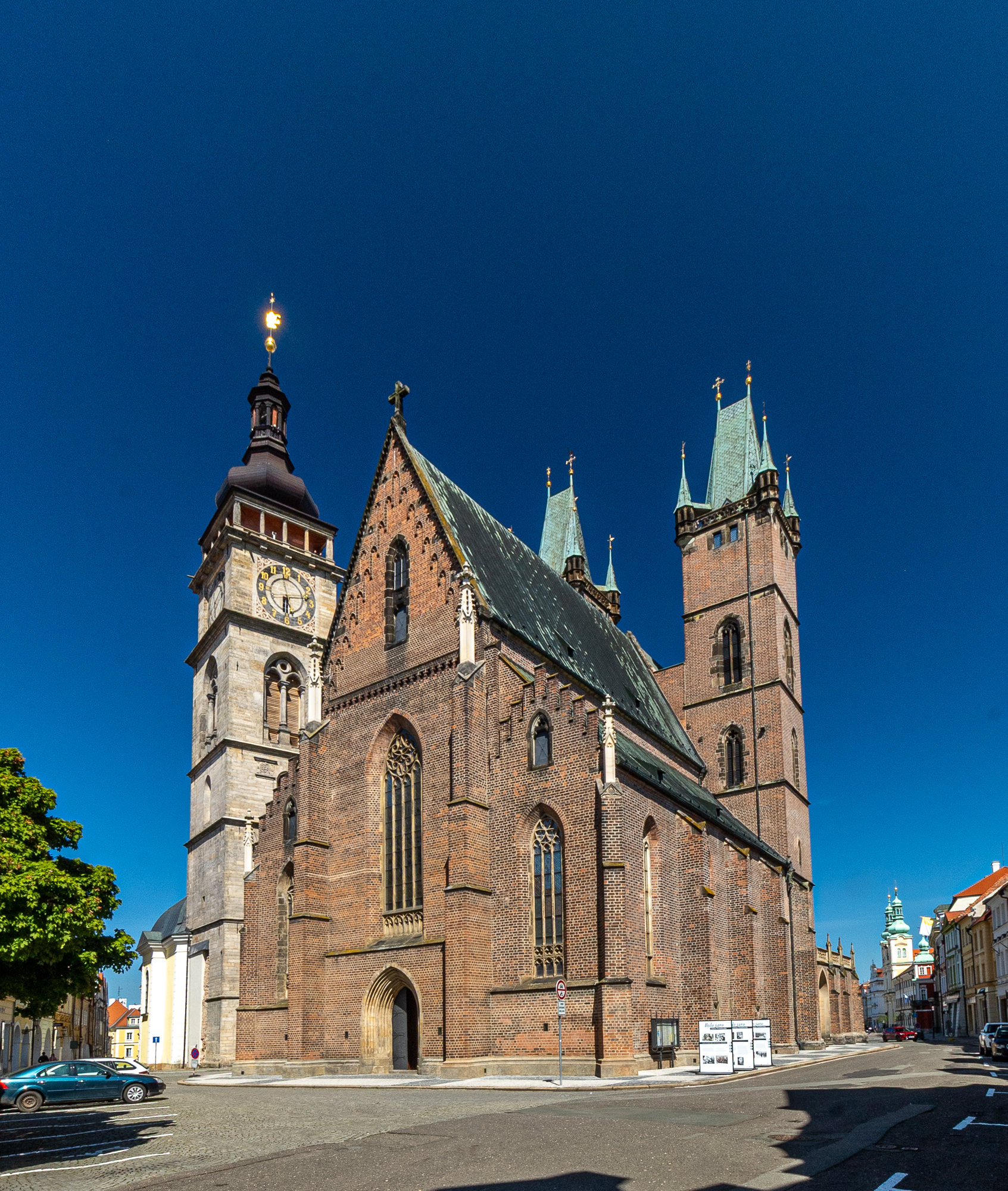
Katedrála sv. Ducha

čeští panovníci Jan Lucemburský, Karel IV. i Václav IV. Došlo ke kodifikaci městského zřízení; monopolní postavení městských řemesel, a tím i výsadní postavení hradeckých cechů, bylo zaručeno právem mílovým, příjmy měšťanů zaručovalo zase právo várečné. V té době byl Hradec Králové svým významem, rozlohou a počtem obyvatel nejvýznačnějším českým městem po Praze.
Hmotným dokladem bohatství města v době, kdy v Hradci sídlil skvělý dvůr královny Elišky Rejčky, je chrám sv. Ducha z počátku 14. století. Velký stavební ruch se vyvinul také v obou podměstích, v západním Pražském u Labe a ve východním Mýtském u Orlice. Jejich území tvořila bohatá spleť patnácti ostrovů mezi rameny obou řek, která spojovalo šestnáct mostů. Na předměstích bylo sedm farních kostelů, dva kláštery a tři špitály pro chudé a nemocné, při nichž byly také kostely.

## Rok 1424
Výbuch husitské revoluce, při které se město postavilo na stranu Jana Žižky, sice počeštil město, ale zároveň je ochudil o četné umělecké a stavební památky. Žižka ve městě často pobýval a v okolí města svedl bitvy u Strauchova dvora (1423) a u Skalice (1424). Po smrti v říjnu roku 1424 byl pochován v chrámu sv. Ducha. Ke konsolidaci hospodářského a kulturního života došlo až za vlády Jiřího z Poděbrad a Vladislava Jagellonského. Král Jiří městu přál. Za jeho vlády byl opraven chrám sv. Ducha, pořízena nová kruchta a postavena honosná kašna na náměstí, která ovšem byla roku 1782 stržena. Písmeno „G“ v městském znaku vysvětluje tradice jako králův monogram. Jiří z Poděbrad i Vladislav Jagellonský potvrdili městu stará privilegia a tak se Hradec Králové mohl znovu zařadit mezi nejbohatší města.

## Rok 1547
Demokratizace, projevující se zvýšeným uplatňováním městského stavu, byla živnou půdou pro odboj českých královských měst proti císaři Ferdinandovi I., který usiloval o mocenskou politiku svého rodu. Odpovědí byla roku 1547 konfiskace majetku města a ztráta politických práv dosazením královského rychtáře, ochuzení půjčkami, daněmi a pokutami. Část majetku byla sice roku 1562 městu vrácena, ale vůdčí postavení v kraji město ztratilo.
Z těžkých hospodářských poměrů vyvedl město primas Martin Cejp z Peclinovce. Výsledkem jeho více než třicetiletého působení na radnici byla velkorysá renesanční přestavba města, nové dláždění, úpravy radnice, opevnění, stavba školy, Pražské brány a Bílé věže, která je od té doby nejtypičtější a nepředstiženou hradeckou dominantou. Cejp pečoval rovněž o úroveň hradeckého latinského školství. V jeho době byli v čele hradecké školy vynikající rektoři Valentin Kochan z Prachové a Jan Kampanus Vodňanský. Významnými rodáky 16. století byli Cyprian Lvovický ze Lvovic a Václav Plácel z Elbinku. Období třicetileté války bylo pohromou pro město. Umístění císařské posádky a švédská okupace sužovaly město hmotně i duchovně. Švédské vpády postihly Hradec nejen vysokým výpalným, ale i těžkými ztrátami na obytných domech na předměstích a na uměleckých a stavebních památkách. Rozsáhlá a lidnatá předměstí byla fortifikacemi a požáry proměněna v poušť.

## Rok 1664
V roce 1664 bylo v Hradci Králové zřízeno biskupství. Farní kostel sv. Ducha se stal katedrálním chrámem, při kterém byla zřízena šestičlenná kanovnická kapitula. Církev se snažila válkou zbídačelé město kulturně a duchovně povznést. Stavební aktivitou biskupa a jezuitů, kteří si dokázali obstarat vynikající umělce, nabylo město barokní tvářnosti. Na náměstí vyrostla monumentální stavba chrámu Nanebevzetí Panny Marie s jezuitskou kolejí (dnes Nové Adalbertinum), biskupský palác, vznosná kaple sv. Klimenta, nový morový sloup a v místech bývalého hradu kostel sv. Jana Nepomuckého.

## Rok 1762

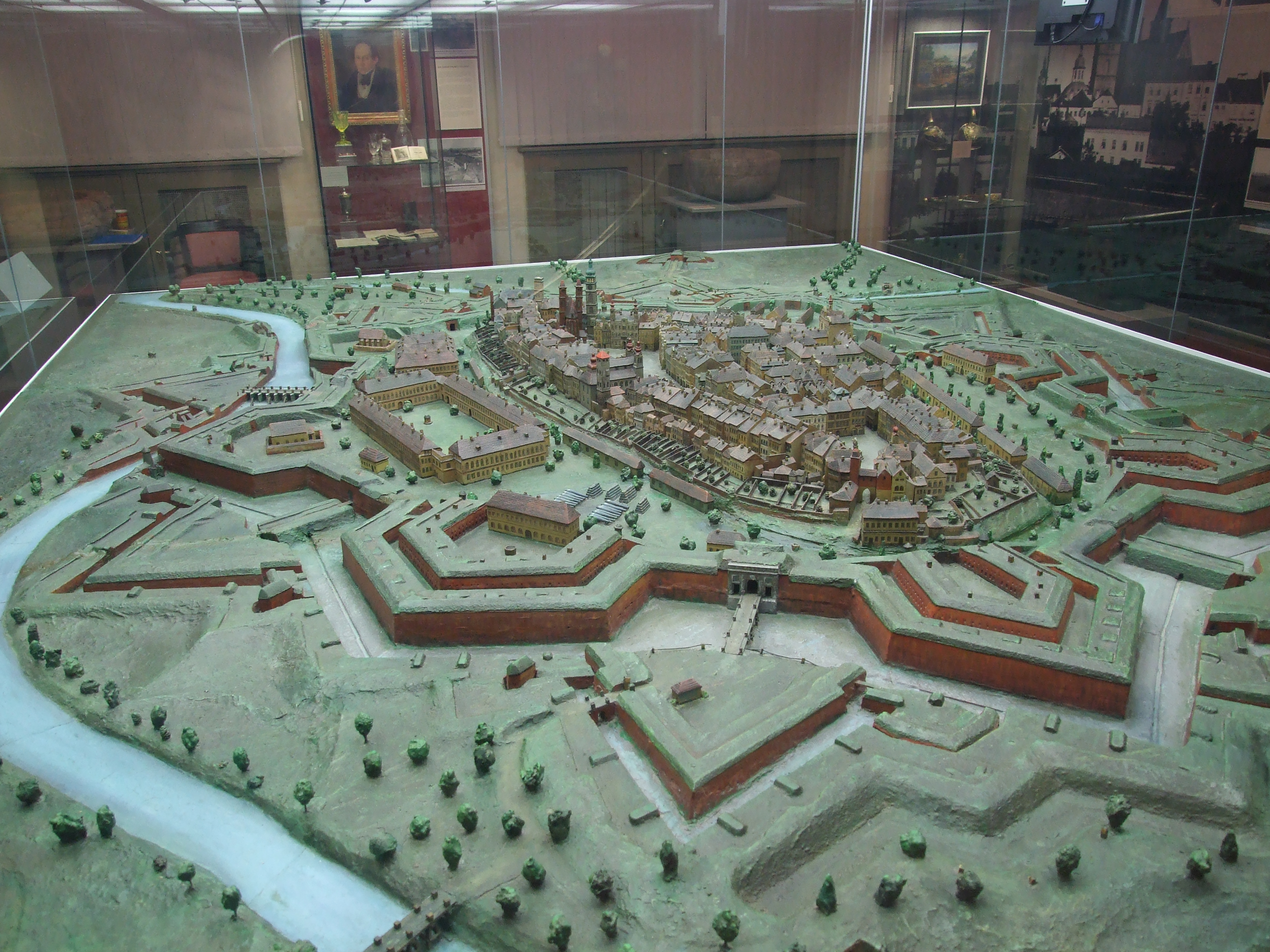
Podoba pevnosti Hradec Králové ze 2. poloviny 18. století

K dalšímu stavebnímu vývoji nedošlo pro válku o rakouské dědictví a válku sedmiletou. Žalostný osud města dovršil požár roku 1762, kdy téměř polovina města podlehla ohni, který založili současně na několika místech pruští vetřelci. Pruské vpády do země přinutily Josefa II., jako spoluvladaře Marie Terezie, k rozhodnutí vybudovat z Hradce Králové vojenskou pevnost. Stavbě pevnosti, prováděné s přestávkou v letech 1766 až 1789, musela ustoupit obě předměstí. Obyvatelstvo bylo vystěhováno za vnější okraj inundační oblasti pevnosti, do nově založených obcí Nového Hradce Králové, Kuklen, Farářství a Pouchova. Soustavu hradeb doplňovaly účelové budovy, z nichž některé se zachovaly dodnes.
Germanizace, kterou přinesla vláda Josefa II., dala městu zevní německý ráz. Vlastenecká tradice však žila ve městě od dob Bohuslava Balbína a matematika Stanislava Vydry, kteří se oba v Hradci Králové narodili. V první polovině 19. století, v době českého národního obrození, se město slavně zapsalo do historie. Kulturní a společenský život obrozeneckého Hradce se tehdy soustřeďoval kolem čtyř institucí: divadla, gymnázia, semináře a nakladatelství s knihkupectvím Jana Hostivíta Pospíšila. Tento významný vlastenecký nakladatel stál v čele nadšené družiny, kterou tvořili dramatik Václav Kliment Klicpera, profesor Jozef Chmela, kněz Josef Liboslav Ziegler a jejich přátelé, kteří žili v kraji a s nimiž byli hradečtí buditelé ve spojení. Však také Pospíšilův dům hostil vlastence z celé země (např. Hanku, Rettigovou), mezi nimiž nechyběli ani Ludovít Štúr a Jozef Miloslav Hurban ze Slovenska. Na hradeckém gymnasiu tehdy studovali Václav Hanka, Josef Jaroslav Langer, Josef Kajetán Tyl, Karel Jaromír Erben, František Škroup a další. V divadle „U zlatého orla“ se hrála česká představení, která organizoval Václav Kliment Klicpera. Roku 1848 se i v Hradci Králové utvořila Národní garda, jejíž prapor namaloval Josef Mánes. Bachův absolutismus sice na čas zlomil národní rozkvět, ale šedesátá léta jsou opět obdobím rozvoje českého živlu ve městě. Zásluhu o to měli František Cyril Kampelík, lékař v Kuklenách, Kristian Stefan, přítel Boženy Němcové a dopisovatel České včely a podnikatel Václav František Červený, zakladatel slavné hradecké továrny na hudební nástroje.

## Rok 1851
Roku 1851 byl Hradec Králové prohlášen samostatným městem a zvolen jeho první starosta, profesor hospodářství Ignác Lhotský. Město usilovalo o dosažení dalších hospodářských výhod. Roku 1857 bylo spojeno se světem železnicí, později založilo cukrovar, strojírnu, plynárnu, záložnu a spořitelnu. Roku 1864 vznikla světoznámá továrna na piana firmy Antonín Petrof.

## Od prusko-rakouské války k bourání pevnosti (1866–1893)
Roku 1866 se za hradbami pevnosti bitvou u Hradce Králové rozhodla prusko-rakouská válka. Tehdy se ukázala další existence pevnosti bezúčelnou. Zbytky pevnosti se staly brzdou dalšího rozvoje. 
O zrušení pevnosti, zbourání hradeb a odprodej vojenských pevnostních objektů a pozemků městu se zasloužil starostův náměstek Ladislav Jan Pospíšil. Vleklé jednání skončilo až roku 1893 osnovou zákona o prodeji fortifikačních objektů a pozemků městu. Když tuto zprávu šťastný, ale vyčerpaný Pospíšil oznamoval obecnímu zastupitelstvu, byl stižen mozkovou mrtvicí a krátce nato skonal. 
Kulturní život se koncem století projevil v bohatém spolkovém životě. V 80. letech bylo postaveno Klicperovo divadlo, založeno muzeum, živý kulturní ruch byl i na hradeckém gymnasiu, jehož žákem byl v 60. letech Alois Jirásek a na počátku 20. století i Karel Čapek, Emil Vachek a Jiří Červený.

## Rozvoj města po zbourání pevnosti
Roku 1895 byl starostou města zvolen JUDr. František Ulrich, který po více než 30 let svého funkčního období (1895 až 1929) organizoval budování moderní metropole. V počátečním velmi náročném období rozvoje se bourala pevnost, upravovaly uvolněné pozemky, stavěly nové budovy, komunikace, vznikaly první regulační plány. Již na přelomu století jsou do Hradce Králové zváni architekti z Vídně a Prahy vyznávající zásady moderní architektury. Dokladem jejich působení je např. budova Obchodní akademie na nám. Svobody (dnes Univerzita Hradec Králové), Okresní dům v Palackého ul. (přístavba Grandhotelu) a mnohé další. 
Roku 1910 zde byla za účelem hájení českých podnikatelských zájmů v severovýchodních Čechách založena Obchodní, živnostenská a průmyslová ústředna, která spadala pod libereckou obchodní komoru (k přeměně na obchodní a živnostenskou komoru došlo až po odstoupení pohraničí v roce 1938). Postavení Hradce Králové jako metropole východních Čech bylo podpořeno i tím, že zde pro obvod královéhradeckého a chrudimského krajského soudu fungovala notářská komora.
Stavební rozvoj města po zbourání hradeb probíhal v několika etapách.

### 1. etapa (1893 až 1911)
Jako první etapu rozvoje Hradce Králové lze označit dobu do zhotovení regulačního plánu v roce 1911. Milníkem pro formování města se stalo už to, když byla v roce 1909 vypsána soutěž na nový regulační plán. Z devíti návrhů zvítězil návrh "Velký Hradec" autorů Václava Rejchla ml., Vladimíra Zákrejse a Josefa Šejny. Na druhém místě se umístil návrh Oldřicha Lisky a Otakara Klumpara zvaný "Obrození". Vypracováním plánu ale byli nakonec pověřeni Ing. Oldřich Liska a Ing. Václav Rejchl.
Na počátku tohoto období (1893) mělo město 274 budov, během 18 let bylo postaveno 197 domů, zbouráno a nově postaveno bylo 17 domů, 5 továren a 3 průmyslové přístavby a 12 jiných přístaveb. Výstavbu urychlil asanační zákon z roku 1897.
Nejvýznamnější budovy této etapy:
- obchodní akademie, dnes budova Pedagogické fakulty UHK na náměstí Svobody (1897, arch. Otokar Bém a Hubert Gessner, rozšíření zadního traktu 1922 až 1923, arch. Oldřich Liska)[3]
- obecná a měšťanská škola, dnes Gymnázium Boženy Němcové (1898, arch. Ing. Tomáš Suhrada)
- kasárna pro pěší, dnes tzv. Gayerova kasárna (1898, upravena krátce po vzniku na ředitelství státních drah)
- Nové Borromeum, diecézní studentský penzionát pro gymnazisty, Orlické nábřeží (1902, arch. Viktor Weinhengst)
- Rudolfinum, diecézní ústav pro hluchoněmé, dnes Obchodní akademie, Střední odborná škola a Jazyková škola s právem státní jazykové zkoušky (1902, arch. Arnošt Jenšovský)
- Okresní dům neboli dům Okresního výboru (projekt 1901, 1903–1904, arch. Jan Kotěra)
- palác filiálky Rakousko-uherské banky (1905)
- Okresní ústav pro zprostředkování práce a zemský inspektorát práce (1909, arch. Rudolf Němec)

Území: stavební bloky v místě někdejšího opevnění + jediné místo mimo původní pevnost – Pospíšilova třída.
V letech 1909 až 1912 navíc byla regulována koryta řek a vznikly ochranné protipovodňové břehové hráze.

### 2. etapa (1912 až 1915)
Druhá etapa započatá zhotovením nového regulačního plánu byla přerušena, resp. ukončena první světovou válkou.
Během čtyř let bylo evidováno 45 nových budov, 2 úplné přestavby, 2 průmyslové přístavby a 10 dalších přestaveb.
Nejvýznamnější budovy této etapy:
- muzeum, dnes historická budova Muzea východních Čech (1912, arch. Jan Kotěra)
- městská elektrárna Hučák na Labi (1912, arch. František Sander)
- evangelický kostel v Nezvalově ulici (1912, arch. Oldřich Liska)
- nový palác Záložního úvěrního ústavu, dnes Galerie moderního umění (1912, arch. Osvald Polívka)
- kiosky u nového Pražského mostu (1912, arch. Jan Kotěra)
- městská vodní elektrárna na Orlici (1914, arch. František Sander, Karel Novák)
- Husův dům (penzionát pro evangelickou studující mládež (1914, arch. Václav Rejchl st.)

V letech 1916 až 1919 nevznikla žádná novostavba, pouze tři přístavby u továren vyrábějících účelové válečné zakázky.

### 3. etapa (1920 až 1924)
V období 1920 až 30. 4. 1924 bylo vystavěno: obcí 29 domů, stavebními družstvy 25 domů, státní správou železniční 6 budov a soukromníky dalších 22 budov, tj. celkem 82 budov během necelých 4 a půl let. V tu dobu bylo rozestavěno 27 budov, včetně domu sociální péče od Václava Rejchla.
Výrazně se však zmenšil počet významných veřejných budov, které vznikly pouze dvě:
- Studentský domov (1923, arch. Václav Rejchl)[4]
- Koželužská škola (1924, arch. Josef Gočár)

V roce 1923 byla s Hradcem Králové spojena obec Věkoše.

### 4. etapa – "Gočárův Hradec" (1924 až 1945)
Rozvíjející se poválečná výstavba si vyžádala nové tvůrčí impulsy v územním plánování v souladu s rychlým vývojem urbanismu. Roku 1924 se stal vedoucí osobou v otázkách rozvoje a plánování města profesor Josef Gočár. Nejprve v roce 1924 uspěl v soutěži na regulaci Jungmannovy třídy. V roce 1926 vypracoval nový celkový regulační plán vnitřního města a o další dva roky jej rozšířil a propojil do projektu na Velký Hradec Králové. Regulační plán města arch. Josefa Gočára z let 1926–1928, který je se svým radiálně okružním principem výstavby dodnes inspirující, autor dále naplňoval svými díly – úprava Masarykova náměstí, školní areál na Tylově nábřeží, Sbor kněze Ambrože s kolumbáriem, vznik Ulrichova náměstí, Okresní a finanční úřady (dnes Magistrát města Hradec Králové). Rozvíjející se město oficiálně navštívil 24. května 1929 prezident republiky T. G. Masaryk. Při prohlídce nového náměstí starostovi města Fr. Ulrichovi mimo jiné řekl: „To je ten pomník, co jste mně postavili? Pomník za živa, to je taková divná věc. Já nevím, co to znamená. Obyčejně to bývá až po smrti. To je vykřičník: Dej pozor! Dej pozor!“. Tato etapa rozvoje města bývá často nazývána „Gočárův Hradec“. 
Na úspěších meziválečné výstavby Hradce Králové se podíleli také další významní architekti – Oldřich Liska (např. Městské lázně), Josef Fňouk (např. Novákovy garáže, dnes Palace Hradec Králové), Otakar Novotný (Palác Steinský-Sehnoutka), Jan Rejchl (např. Sborové velitelství, dnes Lékařská fakulta UK), Václav Rejchl ml. (např. výpravní budovy hl. nádraží, krajský soud). Velký podíl na úspěšné výstavbě města kromě významných architektů, stavitelů a osvícených starostů měla rovněž městská technická kancelář, která stavební činnost bezprostředně řídila.
Průmyslový rozvoj města pokračoval. Stávající závody se rozšiřovaly a vznikaly nové, jak to vyplývalo ze značného finančního obratu zdejších peněžních ústavů. Přibývaly nové školy, ústavy a úřady, komunikace, nové čtvrti. Státní orgány v Praze přiváděly do Hradce Králové pravidelně význačné hosty, takže dosud poměrně malé město získávalo věhlas a oprávněnou pověst „salonu republiky“.

## Poválečné období (1945–1989)
Rozvoj města byl násilně přerušen druhou světovou válkou. Po jejím skončení zůstal Hradec Králové stále hospodářským a kulturním centrem východních Čech, ovšem bohužel v naprosto odlišných politických a společenských podmínkách. Poválečné období socialismu ušlechtilé městské prostředí Hradce Králové naštěstí nepoznamenalo tak negativně jako v jiných městech, neboť především na místní architekty působilo genius loci s předválečnou architekturou a urbanismem. V letech 1966 až 1980 se staví druhý silniční okruh společně se dvěma mosty. Dále se v roce 1962 stal střed města městskou památkovou rezervací. Přesto však výstavba Velkého Hradce Králové začala v nových politických a společenských podmínkách upadat do průměru. Zvláště monotónní hromadná bytová výstavba s velkým měřítkem a panelovou technologií se začala vyčleňovat z tradičního obrazu města.

## Po roce 1989
90. léta pak přinesla možnost obnovy tradičních hodnot demokratické společnosti, individualismus v projektování a inspiraci světovou architekturou. Dochází k úpravám města ke zlepšení Hradce Králové, dále k výstavbě kongresového střediska Aldis, dvou desítek nákupních středisek kolem obou městských okruhů, výstavbě 50metrového bazénu, aquacentra propojeného s bazénem a v neposlední řadě k výstavbě nové budovy univerzity.
Dnes je Hradec Králové stále přirozenou metropolí východních Čech,[zdroj?] dopravním uzlem, sídlem mnoha úřadů, státních institucí, bank a průmyslových podniků. Je také městem univerzitním. Je častým místem konání odborných kongresů a sympozií. Působí zde mnoho významných kulturních institucí, např. Klicperovo divadlo, Divadlo Drak, Galerie moderního umění, Filharmonie Hradec Králové, Muzeum východních Čech atd. Město se stalo známým rovněž mnoha hudebními festivaly s mezinárodní účastí. Hradec Králové je nejen městem kongresové turistiky, ale i výchozím místem zajímavých tras za pamětihodnostmi a přírodními krásami v okolí. K využití volného času jsou pořádány celoroční programy významných akcí pod názvem REGINA. Dnešní rozvoj města tak vědomě navazuje na své dobré tradice.